# سرخس شاهی آسیایی
اُسمُندا ژاپُنیکا (نام علمی: Osmunda japonica) نام یک گونه از سرده شاه‌سرخس است.